# Tohle nikdo nechce
Tohle nikdo nechce (v anglickém originále Nobody Wants This) je americký romantický komediální televizní seriál, jehož tvůrkyní je Erin Foster. V hlavních rolích účinkují Kristen Bellová, Adam Brody, Justine Lupe a Timothy Simons. Děj sleduje nepravděpodobný vztah mezi otevřenou, agnostickou ženou a nekonvenčním rabínem. První řada měla premiéru dne 26. září 2024 na Netflixu. V říjnu 2024 byla oznámena druhá řada seriálu. Americký filmový institut zařadil seriál na seznam 10 nejlepších televizních pořadů roku 2024.

## Obsazení

### Hlavní role
- Kristen Bellová jako Joanne, žena, která nahrává podcasty o sexu a vztazích
- Adam Brody jako Noah Roklov, rabín
- Justine Lupe jako Morgan, mladší sestra Joanne, spolumoderátorka podcastu
- Timothy Simons jako Sasha Roklov, starší bratr Noaha

### Vedlejší role
- Stephanie Faracy jako Lynn, matka Joanne a Morgan
- Tova Feldshuh jako Bina Roklov, matka Noaha a Sashy
- Paul Ben-Victor jako Ilan Roklov, otec Noaha a Sashy
- Jackie Tohn jako Esther Roklov, manželka Sashy
- Emily Arlook jako Rebecca, Noahova židovská téměř snoubenka
- Sherry Cola jako Ashley, nejlepší kamarádka Joanne a manažerka podcastu
- Shiloh Bearman jako Miriam Roklov, dcera Sashy a Esther
- Stephen Tobolowsky jako rabín Cohen, hlavní rabín a šéf Noaha

### Hostující role
- Michael Hitchcock jako Henry, otec Joanne a Morgan, který nedávno přiznal, že je gay
- D'Arcy Carden jako Ryann, kamarádka Joanne
- Ryan Hansen jako Kyle, bývalý přítel Joanne
- Leslie Grossman jako rabín Shira